# Sandvikens Stadshus AB
Sandvikens Stadshus AB är ett svenskt förvaltningsbolag som agerar moderbolag för de verksamheter som Sandvikens kommun har valt att driva i aktiebolagsform. Bolaget ägs helt av kommunen.

## Bolag
Källa: 
- Göransson Arena AB (100%)
- Högbo Bruks Aktiebolag (100%)
- Sandviken Energi Aktiebolag (100%)
  - Sandviken Energi Elnät AB (100%)
  - Sandviken Energi Vatten AB (100%)
- Sandviken Nyttofastigheter AB (100%)
- Sandvikenhus Aktiebolag
  - Knuten Fastigheter Handelsbolag (99% ägs av Sandvikenhus medan 1% ägs direkt av förvaltningsbolaget)
  - Sandtjädern Holding AB (100%)
- Sandvikens Specialfastigheter AB (100%)